# 林繼賢
林繼賢（John Lam，1959年—），水上人（蜑民）。天主教徒，香港首位被稱為小丑藝術家的義工，被稱為 Uncle John  ，亦被冠以福傳魔術師的稱謂。

## 生平
生於1959年，林繼賢兒時與家人居住在避風塘，後來搬遷到東頭邨 。父為公務員，故後來加入公務員行列是受父親影響的。
1973年經小學升中試被派到黃大仙的中華基督教會扶輪職業先修學校（現在的中華基督教會扶輪中學）。翌年學校由東頭邨借用的基協實用中學遷到橫頭磡龍翔道157號，林先生亦隨校搬到新校上課，至1976年中三完成電工專科畢業，為該校第二屆傑出校友。
畢業後加入荃灣南海紗廠（現為荃灣麗城花園即九米半舊址），並參加工業學院的技工學徒計劃。上世紀70年代末結婚，並加入政府機電署工作，長期在太空館及紅磡體育館工作。
婚後 ，育有一女一子。女兒受母親欲投身教會靈修的影響，2014年11月在菲律賓獻身天主教修道院當修女。兒子：林川　(Jacobus Lam)自幼受父親薰陶下，遺傳了父親表演藝術細胞，更因香港舞蹈家王廷琳的啟蒙後，往台灣修讀戲劇，曾參加當地舞台劇演出
，2014年畢業於中國文化大學戲劇系第48屆學士班，並參與畢業公演:《尋找布魯》。在國立台灣師範大學表演藝術研究所碩士班主修導演 ，
畢業後留台發展，被稱為「川導」
，成為繼港生周華健留台發展演藝事業，再一個成功的個案。

## 表演生涯
林繼賢在中學時，表演天分已經表露無遺，演講生動風趣，又參加話劇表演。熱心助人，班中同學及老師，均十分喜歡這個學生，而且，是全校皆知的明星學生。
工作後仍然以其電器維修專長協助有需要人士，唯因長期輪班工作，沒法抽空正規進修。雖說得一口流利的英語及屢有創意及發明，其省電設計曾代表香港政府遠赴新加坡參加比賽，並獲末任港督彭定康親自嘉許，但因只有中三及技工證書學歷，進陞機會受到限制，在機電署工作廿多年只能守在前線，無緣進身技師及管理職級。到1999年終獲得上級支援協助下，開始唸專業文憑，為再進陞準備。可是2003年 SAR(非典)後經濟逆轉，香港特區政府為減少公務員薪酬開支，推出第二輪自願退休計劃 ，
原有的編制出現刪減，升級更難。2004年林先生最終參加了該計劃，離開工作24年的工作崗位，全身投入其小丑義工生涯。其實在此之前，林先生已經自學小丑及魔術表演，並組織義工隊協助有需要人士，其中以林建明（大姐明）創立的「心晴行動」為代表。
近年的小丑表演教育：2005年為香港金鐘青年獅子會為國際獅子總會港澳 303 區青年獅子會之屬會的《小丑義工兵團》導師 。2007年 為法住文化書院「茶禪」系列，組織及主講「小丑、魔術與生命的空間」。2007年3月香港渠務署開放日，邀請一萬二千名市民參觀廠房，其活動主題名為「淨化旅程」。林繼賢被邀參與表演及舉辦親子環保魔術班，當中滲入環保教育，把小朋友和污水處理廠深深的連繫着，有別於一般小丑、魔術表演。2010年參加香港中文大學教育學院教育學士課程教育沙龍“開心教．快樂學”的導師 。2012年香港天主教教區學校聯會，邀請為信仰培育活動的表演嘉賓，宣揚愛心，已被稱為小丑藝術家。2017年天主教教會《將臨期福傳活動》邀請林繼賢為教區學童表演，再次冠以小丑藝術家
（Uncle John）。
林繼賢除自學小丑及魔術表現藝術，在全港各地組織小丑義工隊外，更在大學（例如嶺南大學、香港中文大學）及大專組織教授小丑表演藝術，也曾被天主教台中教區邀請往台灣表演。因其表演不是單純帶給觀眾娛樂，而是有其內涵，並可啟動觀眾內心深處，故被稱為小丑藝術家，有別於坊間的小丑表演者。